# Bassignac-le-Bas
Bassignac-le-Bas település Franciaországban, Corrèze megyében. Lakosainak száma 82 fő (2022. január 1.). Bassignac-le-Bas Altillac, Chenailler-Mascheix, Monceaux-sur-Dordogne, Reygade és Beaulieu-sur-Dordogne községekkel határos.

## Népesség
A település népességének változása:
| Lakosok száma | 212  | 156  | 132  | 96   | 90   | 91   | 91   | 87   | 85   | 82   |
|               | 1968 | 1982 | 1990 | 2006 | 2013 | 2015 | 2017 | 2019 | 2020 | 2022 |